# Nathanael
Natanael je mužské křestní jméno. Jméno má hebrejský původ (נתנאל‎, Netan'el) a znamená „Bůh dal, Bohem daný“. Další variantou je Nathaniel (hebrejsky נתניאל‎, Netani'el).

## Domácké podoby
Nat, Natek, Natan, Nael, Natík, Náťa, Natýsek

## Související jména
- Nathan
- Netanja, Netanjahu

## Známí nositelé jména
- Nathanael Ruml – syn herců Matouše Rumla a Terezy Rumlové
- Nathaniel Hawthorne – spisovatel ze Salemu, vnuk soudce stejného jména
- Nate Dogg – americký zpěvák a rapper
- Nate Ruess – americký zpěvák skupiny fun.